# Gianluca Freddi
Gianluca Freddi (Roma, 29 de março de 1989) é um futebolista italiano que atualmente joga pelo Grosseto.
Vindo das academias juvenis da Roma, Freddi usualmente joga como defensor. Fez sua estreia contra a Sampdoria como titular, num empate sem gols em 22 de abril de 2006.